# Lijst van burgemeesters van Heerewaarden
Dit is een lijst van burgemeesters van de voormalige Nederlandse gemeente Heerewaarden in de provincie Gelderland.

Op 1 januari 1999 is deze gemeente opgegaan in de gemeente Maasdriel.

## Vóór 1811
| Ambtsperiode | Naam burgemeester | Bijzonderheden                                                      |
| ------------ | ----------------- | ------------------------------------------------------------------- |
| 1640 - 1668  | Johan van Bommel  | Schout van den Gerichte                                             |
| 1668 - 1705  | Wilhelm van Oever | Schout van den Gerichte                                             |
| 1705 - 1720  | Adriaan van Oever | Schout van den Gerichte. Zoon van zijn voorganger Wilhelm van Oever |
| 1720 - 1739  | Johan van Driel   | Schout van den Gerichte                                             |
| 1739 - 1751  | P. van Minningen  | Schout van den Gerichte                                             |
| 1751 - 1762  | H. Ghijben        | Schout van den Gerichte                                             |
| 1762 - 1796  | A. de Roock       | Schout van den Gerichte                                             |
| 1796 - 1799  | A. van Riemsdijk  | Schout van den Gerichte                                             |
| 1799 - 1811  | A. van Dieden     | Schout van den Gerichte                                             |

## 1811 - 1998
| Ambtsperiode                      | Naam burgemeester                                 | Partij of stroming | Bijzonderheden |
| --------------------------------- | ------------------------------------------------- | ------------------ | --- |
| 1811 - 1817                       | Jan Kosters                                       |                    | |
| 1 januari 1818 - ...              |                                                   |                    | |
| 1821 - 1851                       | Chr. (Christiaan) Vermeulen                       |                    | |
| 1851 - 1856                       | Chr.A.Z. (Christiaan Annas Zeger) Hiebendaal      |                    | |
| 1856 - 1863                       | J.P.A. (Julius Philip) Uitenhage de Mist          |                    | In de navolgende periode burgemeester van Ammerzoden, Hedel en Kerkwijk                                                                  |
| 1863 - 1881                       | J. (James) Enslie                                 |                    | In dezelfde periode tevens burgemeester van Hurwenen en Rossum                                                                           |
| 1881 - 1921                       | G. (Gerrit) van Eijseren                          |                    | tevens burgemeester van Dreumel (1879-1921)                                                                                              |
| 16 september 1921 - 1 april 1946  | A.H. (Anton Henri) baron Sloet van Oldruitenborgh |                    | |
| 1 januari 1947 - 13 maart 1968    | H. (Hendrik) Wolters                              | PvdA               | In een deel van dezelfde periode tevens burgemeester van Rossum                                                                          |
| 1 november 1968 - 1 maart 1980    | P.H. (Pieter Huibertus) Pols                      | PvdA               | In dezelfde periode tevens burgemeester van Rossum                                                                                       |
| 16 maart 1981 - 16 september 1989 | Mr. ing. B.P. (Bé/Berend) Jansema                 | VVD                | In dezelfde periode tevens burgemeester van Rossum. Aansluitend burgemeester van Harlingen en later burgemeester van Coevorden           |
| 1 november 1989 - 24 juni 1990    | N. (Nico) Veenvliet                               | PvdA               | Waarnemend. In dezelfde periode tevens waarnemend burgemeester van Rossum                                                                |
| 25 juni 1990 - 31 december 1998   | H. (Henk) Spoelstra                               | PvdA               | In dezelfde periode tevens burgemeester van Rossum. Voorafgaand burgemeester van Nigtevecht en later burgemeester van Hummelo en Keppel. |